# Kanton Lyon-VI
Der Kanton Lyon-VI war bis 2015 ein französischer Kanton im Arrondissement Lyon und in der Region Rhône-Alpes. Er gehörte ursprünglich zum Département Rhône und umfasste einen Teil des 6. Stadtbezirks (frz.: 5e arrondissement) von Lyon. Der Kanton wurde abgeschafft, als auf seinem Einzugsgebiet die Métropole de Lyon zum Jahreswechsel 2014/2015 das Département Rhône als übergeordnete Gebietskörperschaft ablöste und die Kantone ihre Funktion als Wahlkreise verloren. Letzter Vertreter im conseil général des Départements war Jean-Jacques David (DVD-UDI), er folgte Dominique Perben (UMP, Amtszeit 2004–2011) nach.